# Cawayan
Cawayan is een gemeente in de Filipijnse provincie Masbate op het gelijknamige eiland Masbate. Bij de census van 2020 telde de gemeente ruim 69 duizend inwoners.

## Geografie

### Bestuurlijke indeling
Cawayan is onderverdeeld in de volgende 37 barangays:
| - Begia - Cabayugan - Cabungahan - Calapayan - Calumpang - Chico Island - Dalipe - Divisoria - Gilotongan - Guiom - Iraya - Itombato - Lague-lague | - Libertad - Looc - Mactan - Madbad - Mahayahay - Maihao - Malbug - Naro - Palobandera - Pananawan - Peña Island - Pin-As | - Poblacion - Pulot - Punta Batsan - R.M. Magbalon - Recodo - San Jose - San Vicente - Taberna - Talisay - Tubog - Tuburan - Villahermosa |

### Bevolkingsgroei
Cawayan had bij de census van 2020 een inwoneraantal van 69.265 mensen. Dit waren 2.232 mensen (3,33%) meer dan bij de vorige census van 2015. Ten opzichte van de census van 2000 was het aantal inwoners gegroeid met 17.009 mensen (32,55%). De gemiddelde jaarlijkse groei in die periode kwam daarmee uit op 1,42%, hetgeen lager was dan het landelijk jaarlijks gemiddelde over deze periode (1,79%).

De bevolkingsdichtheid van Cawayan was ten tijde van de laatste census, met 69.265 inwoners op 260,19 km², 266,2 mensen per km².